# Sanktuarium maryjne na Rowokole

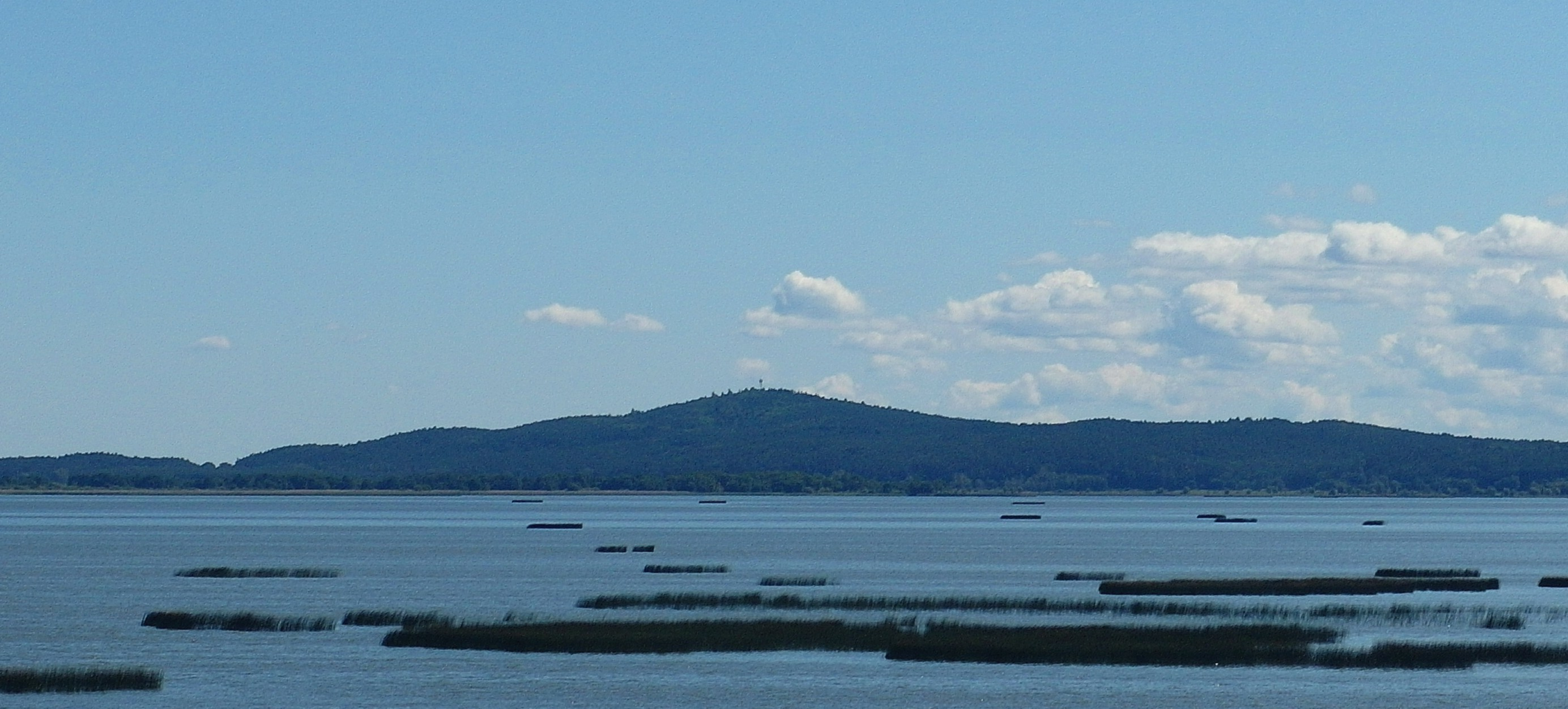
Współczesny widok na Rowokół od strony jeziora Gardno, kaplica znajdowała się na szczycie góry

Sanktuarium maryjne na Rowokole – znajdujące się na górze Rowokół miejsce kultu maryjnego, funkcjonujące od XIV do XVI wieku. Od końca XIV wieku znajdowała się tam będąca celem pielgrzymek murowana kaplica, stanowiąca jednocześnie znak nawigacyjny dla żeglugi po Bałtyku. 

## Historia
Pierwsza kaplica na Rowokole mogła powstać najwcześniej na przełomie XII i XIII wieku, choć prawdopodobnie dopiero w wieku XIII. Być może postawiono ją w celu zastąpienia miejsca pogańskiego kultu nowym, chrześcijańskim. Był to zapewne niewielki drewniany budynek, kaplica filialna kościoła w Gardnie. Jako jej patron jest niekiedy podawany św. Mikołaj, choć według A. Czarnika jest to błąd popełniony przez L.W. Brüggemanna i później powtarzany.
W 1274 roku patronat nad parafią św. Stanisława w Gardnie, a więc i nad kaplicą na Rowokole, na mocy nadania Mściwoja II przejęły norbertanki ze Słupska. Zakon ten propagował kult Najświętszej Maryi Panny i takie wezwanie nadał kaplicy. 
Opieka norbertanek spowodowała większą popularność miejsca, które stało się celem pielgrzymek, ponadto pod koniec XIV lub na początku XV wieku mniszki zbudowały na szczycie Rowokołu murowaną kaplicę. Ze względu na szczupłość dostępnego miejsca nie mogła to być duża budowla, a przeprowadzone badania archeologiczne nie pozwalają na określenie jej założeń architektonicznych. Wiadomo z nich jednak, że dach miała kryty glinianą dachówką, zaś posadzkę z płytek ceramicznych, w części polewanych. Szkło okienne (tafle i gomółki) było bezbarwne, później pojawiły się też malowane witraże. Z kolei przedstawienia Rowokołu na XVI-wiecznych mapach wskazują, że kaplica miała wieżę z sygnaturką. 
Obok kaplicy znajdował się założony w początku XV wieku cmentarz. Zróżnicowanie płci i wieku pochowanych na nim osób wskazuje, że służył głównie miejscowej ludności. 
Zachowane pisemne wzmianki o Rowokole jako celu pielgrzymek pochodzą z XV wieku. Kaplica na Rowokole jest w nim wymieniana wraz z sanktuarium maryjnym na Górze Chełmskiej koło Koszalina, a także z innym pomorskim miejscem kultu – Świętą Górą koło Polanowa. Pierwsza z tych wzmianek, z 1435 roku, wspomina o pielgrzymce w pokucie za popełniony mord do właśnie tych trzech miejsc („to Cussolin, Polnov unde Revekol”). O popularności i znaczeniu rowokolskiego sanktuarium świadczy też zapis z 1710 roku, w którym Sprögel, prepozyt ze Słupska odnotowuje, że sanktuarium było celem licznych pielgrzymek, „niektórych nawet bezpośrednio z Rzymu” oraz zachowane powiedzenie Kaszubów bytowskich „masz gębę otwartą jak drzwi do kaplicy na Rowokole”. 
Koniec istnienia sanktuarium na Rowokole przyniosła reformacja. Po niepokojach religijnych w Słupsku w 1525 roku wnętrze kaplicy zaczęło być okradane i niszczone. Rodzina von Tessen, ówcześni właściciele Smołdzina, zamknęła kaplicę i zajęła srebra kościelne o wartości 300 guldenów. Gdy w 1581 roku, po ostatecznym zapanowaniu w tej części Pomorza protestantyzmu, Swantes von Tessen zbudował w Smołdzinie nowy kościół, kaplica na Rowokole zaczęła popadać w ruinę. Jej resztki rozebrano w 1821 roku, a pozostałości fundamentów w 1837.

## Kaplica jako znak nawigacyjny
Oprócz pełnienia funkcji sakralnych kaplica na Rowokole, wraz z samym wzgórzem, stanowiła także znak nawigacyjny dla żeglugi po Bałtyku. Istnieją też podania o istnieniu sygnalizacji świetlnej na wieży kaplicy, nie znajdują jednak żadnego potwierdzenia historycznego ani archeologicznego. 